# Камбуров, Мартин
Мартин Андреев Камбуров (болг. Мартин Камбуров; род. 13 октября 1980, Свиленград, Хасковская область) — болгарский футболист, нападающий клуба «Берое».

## Биография
Родившийся 13 октября 1980 года в Свиленграде, Камбуров начал свою карьеру в клубе «Ботев», однако затем перешёл в стан команды-соперников, «Локомотив», с которым выигрывал титул чемпиона Болгарии и Суперкубок страны в 2004 году, а в 2005 году становился бронзовым призёром. Камубров за эти два сезона становился лучшим бомбардиром команды с 26 и 27 голами соответственно.
В декабре 2005 года Камбуров перешёл в команду «Аль-Ахли» (ОАЭ) за 2 млн. евро и подписал контракт на пять лет. На поле выходил в 33 матчах, забил 16 голов. В 2007 году вернулся в свой бывший клуб «Локомотив».
В июле 2007 года Мартин перебрался в Грецию, где выступал за «Астерас». В Греции пробыл около года, однако не пользовался доверием тренерского штаба и по окончании сезона расторг контракт с клубом.
9 января 2009 года игрока подписал клуб «Локомотив (София)», контракт был рассчитан на три года. В команде играл под номером 19. Начало сезона оказалось удачным, Мартин забил 10 мячей в шести матчах чемпионата, в том числе хет-трик в гостевом матче против «Левски» 11 апреля 2009 года. В сезоне 2008/09 годов Мартин становился лучшим бомбардиром чемпионата Болгарии, всего забив 17 мячей, при этом отыграв всего лишь половину сезона.
Зимой 2009 года Камбуров вновь стал лучшим форвардом А-Лиги. В это же время его вновь вызвали в национальную сборную, что было позитивно встречено со стороны болельщиков.
По итогам сезона 2009/10 Мартин забил 16 голов в 29 матчах.
В июле 2010 года игрок перешёл в китайский клуб, представляющий Суперлигу «Далянь Шидэ». Дебют за новую команду состоялся 28 июля, первый гол забил 1 августа 2010 года.
В декабре 2012 вернулся в Болгарию, подписав контракт с ЦСКА (София).

## Достижения
Локомотив (Пловдив)
- Чемпион Болгарии: 2004
- Обладатель Суперкубка Болгарии: 2004